# 622nd Civil Engineer Group
Il 622nd Civil Engineer Group è un gruppo del genio dell'Air Force Reserve Command, inquadrato nella Twenty-Second Air Force. Il suo quartier generale è situato presso la Dobbins Air Reserve Base, nella Georgia.

## Organizzazione
Attualmente, al maggio 2017, il gruppo controlla:
- 555th RED HORSE Squadron, Nellis Air Force Base, Nevada, associato all'820th RED HORSE Squadron, Twelfth Air Force
- 556th RED HORSE Squadron, Hurlburt Field, Florida, associato all'823rd RED HORSE Squadron, Ninth Air Force
- 560th RED HORSE Squadron, Joint Base Charleston, Carolina del Sud, associato al 315th Airlift Wing
- 567th RED HORSE Squadron, Seymour Johnson Air Force Base, Carolina del Nord, associato al 916th Air Refueling Wing
- Contingency Equipment Management Facility, Grissom Air Reserve Base, Indiana
- 622nd Civil Engineer Flight
- 822nd Civil Engineer Flight, Naval Air Station Joint Reserve Base Carswell, Texas
- 922nd Civil Engineer Flight, March Air Reserve Base, California